# 馬利亞里夫希納
50°40′17″N 33°34′41″E / 50.67139°N 33.57806°E
馬利亞里夫什奇納（烏克蘭語：Малярівщина）是位於烏克蘭東北部的村莊，由蘇梅州羅姆內區的羅姆內市鎮負責管轄。該村距離奧列克西伊夫卡和佩列赫列斯季夫卡0.5公里，2001年人口69。